# Ruzhany
Ruzhany (bielorruso y ruso: Ружа́ны; polaco: Różana; yidis: ראָזשינאָי Rozhinoy) es un asentamiento de tipo urbano de Bielorrusia perteneciente al raión de Pruzhany en la provincia de Brest. Es la sede administrativa del consejo rural homónimo sin formar parte del mismo.
En 2017, la localidad tenía una población de 3023 habitantes.
Se conoce la existencia de la localidad desde 1552, cuando se menciona como una propiedad de la familia noble Tyszkiewicz. En 1598 fue adquirida la localidad por la casa noble Sapieha, que la convirtió en una de sus principales localidades por hallarse en el camino histórico de Orsha a Lublin. En 1637, Vladislao IV de Polonia le concedió el Derecho de Magdeburgo y su escudo de armas. En la partición de 1795 se incorporó al Imperio ruso. Antes de la Segunda Guerra Mundial, tres cuartas partes de los habitantes eran judíos, pero casi todos los judíos locales fueron asesinados por los nazis en Treblinka y la localidad fue repoblada por bielorrusos durante el período soviético.
Se ubica unos 50 km al noreste de la capital distrital Pruzhany, sobre la carretera P85 que lleva a Slonim. La carretera P85 se cruza aquí con la P44 que une Vawkavysk con Ivatsévichy.

## Patrimonio
- Palacio de Ruzhany